# Miraval-Cabardes

Miraval-Cabardès este o comună în departamentul Aude din sudul Franței. În 1 ianuarie 2022 avea o populație de 55 de locuitori.